# Fischmehl

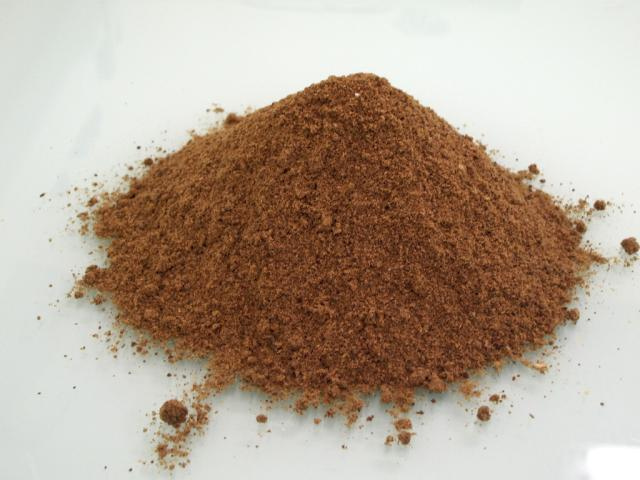
Fischmehl in Pulverform

Als Fischmehl bezeichnet man getrocknete und gemahlene Fische oder Teile von Fischen, denen der eingedickte Presssaft zugesetzt werden kann (Fischvollmehl). Küstenfischmehl kann in mäßigen Mengen Beifang, insbesondere Krebstiere, Seesterne und Muscheln, enthalten.
Fettfische werden vor der Verarbeitung zu Fischmehl meist gepresst, um Fischöl zu extrahieren.
Marco Polo beobachtete bereits im 14. Jahrhundert auf seinen Reisen, dass getrockneter Fisch zur Fütterung von Nutztieren eingesetzt wurde.

## Verwendung
2021 wurden etwa ein Viertel aller weltweit im Meer gefangenen Fische zu Fischmehl verarbeitet.
Fischmehl wird überwiegend als Beimischung zu Futtermitteln genutzt.
Seit 2010 wurde rund die Hälfte des produzierten Fischmehls zur Fütterung von Fischen in der Aquakultur eingesetzt (die wiederum ungefähr die Hälfte der Speisefische auf dem Markt bereitstellt). Etwa 20 % der Menge wurde als Schweinefutter und um die 12 % als Hühnerfutter verwendet. Der Preis für Fischmehl pendelt seit 2000 zwischen dem zwei- bis dreifachen von Sojamehl.
Die Biologische Wertigkeit ist abhängig von der Zusammensetzung der Aminosäuren im verwendeten Fisch (siehe auch Wertigkeit von Proteinen), sie sinkt mit dem abnehmenden Anteil an Fischfleisch.
Hochwertiges Fischmehl enthält typischerweise zwischen 60 % und 72 % Protein nach Gewicht.
Das Verfüttern von Tiermehl an Rinder war seit Anfang des 21. Jahrhunderts wegen der BSE-Problematik in der EU verboten. Aufgrund der gestiegenen Preise für pflanzliche Futtermittel darf Fischmehl nach einem EU-Beschluss seit 2017 wieder in der Kälber- und Lämmeraufzucht eingesetzt werden. Auch in der Schweiz darf Fischmehl als Bestandteil von Futtermitteln für Nichtwiederkäuer und von pulverförmigen Milchaustauschfuttermitteln für Kälber unter bestimmten Umständen verwendet werden. Die Verwendung zur Supplementierung von Mischfutter für Hühner wird zunehmend substituiert durch den Einsatz der schwefelhaltigen synthetischen Aminosäure DL-Methionin und des Hydroxyanalogen von Methionin.

## Produktion und ökologische Folgen

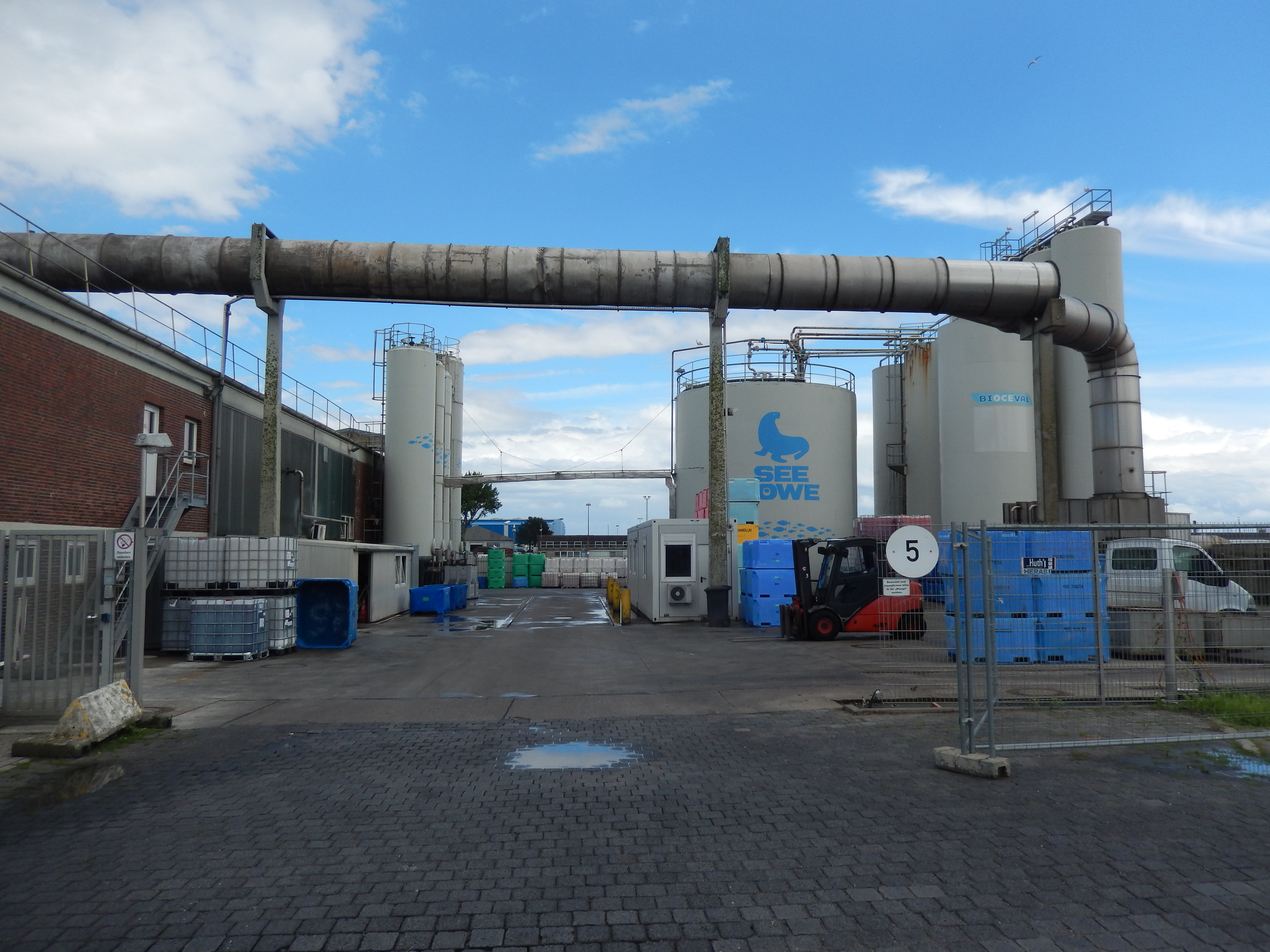
Fischmehl-Produktionsanlage in Cuxhaven

Die Produktion von Fischmehl erfolgte früher überwiegend aus Abfällen, die nach dem Filetieren von Speisefischen entstanden. Bis Anfang des 20. Jahrhunderts wurde Fischmehl in Großbritannien und anderen Ländern überwiegend als Düngemittel eingesetzt.
In den letzten Jahrzehnten ist daneben aber auch ein Zweig der Hochseefischerei entstanden, der bestimmte Fischarten ausschließlich zur Fischmehlgewinnung fängt. Diese Praxis wird teilweise kritisch betrachtet, weil diese Fische dem Ökosystem entzogen werden und ähnlich wie bei den Speisefischen Hering und Kabeljau die Überfischung bzw. Ausrottung einzelner Fischarten droht. Zudem wird kritisiert, dass die traditionellen Fanggründe der lokalen Bevölkerung in Mitleidenschaft gezogen werden, die proteinhaltigen Produkte in die reichen Industriestaaten verkauft werden und nur wenige Unternehmen davon profitieren. Bei der Fischerei mit Netzen besteht auch die Möglichkeit, dass Delfine gefangen und getötet werden.
Etwa 6 Millionen Tonnen Fisch werden jährlich ausschließlich zur Verarbeitung zu Fischmehl gefangen. Zur Herstellung von einer Tonne Mehl werden 4 bis 5 Tonnen Frischfisch gebraucht.
Weltweit liefert die Peruanische Sardelle den größten Anteil an der gesamten Fischmehlproduktion.
In bestimmten Regionen werden jedoch vorwiegend andere Fischarten zu Fischmehl verarbeitet:
- Europa: Franzosendorsch, Lodde, Gefleckter Großer Sandaal / Ungefleckter Großer Sandaal, Makrele, in Skandinavien auch Sprotte, Hering und Blauer Wittling
- Japan: Sardine, Makrelenhechte, Makrele
- USA: Brevoortia patronus, Brevoortia tyrannus, Köhler

Hauptlieferanten für Fischmehl sind Chile, Peru (weltgrößter Produzent), Dänemark, Norwegen und Panama. Kleinere Lieferanten sind etwa die Färöer-Inseln, Island und Indien. Fischmehl wird beim Import in die Europäische Union auf Salmonellen und Fremdbeimengungen, insbesondere von Tiermehlen, Federmehlen oder Fleischmehlen, untersucht.
Fischmehl werden Antioxidantien zugesetzt, um die Selbstentzündung durch die Oxidation der enthaltenen mehrfach ungesättigten Fettsäuren zu verhindern.
Bis 2001 wurde überwiegend Ethoxyquin verwendet, typischerweise im Bereich von 200 bis 1000 mg/kg. Seit 2020 darf dieser Stoff aufgrund vermuteter gesundheitlicher Risiken innerhalb der EU nicht mehr als Futtermittelzusatzstoff eingesetzt werden.
Im Jahr 2021 wurde über mit Arsen, Phosphaten und Nitraten belastete Abfälle aus der Fischmehlproduktion in Afrika berichtet.
Die meisten Fischmehlprodukte enthalten gewisse Anteile an Mikroplastik.